# Adoptio naturam imitatur
La locuzione latina Adoptio naturam imitatur, tradotta letteralmente, significa l'adozione imita la natura. Indica che l'adozione dovrebbe tendere ad un rapporto familiare naturale. 
Già presente nel diritto romano repubblicano, pre-classico e classico, il principio fu codificato dall'imperatore Giustiniano I nelle Institutiones (libro primo - Personae).